# Carl Ifvarsson
Carl Ifvarsson (i riksdagen kallad Ifvarsson i Värestorp), född 13 februari 1818 i Våxtorps församling, Hallands län, död 27 december 1889 i Ränneslövs församling, Hallands län, var en svensk hemmansägare och politiker.

## Biografi
Ifvarsson fick som de flesta allmogebarn vid denna tid en tämligen bristfällig skolgång. Modern lärde honom läsa och vid åtta års ålder fick han hjälp att lära sig skriva något. Räkning lärde han sig på egen hand ur en lånad räknebok. 20 år gammal fick Ifvarsson överta ett mindre hemman i Värestorp i grannsocknen Ränneslöv. På gården som han genom köp och arbete utvidgade och förbättrade blev han sedan bosatt resten av sitt liv. Tidigt blev han genom sin duglighet högt aktad och anlitades som boutredningsman, auktionsförrättare och sakförare.
Ifvarsson valdes till representant för bondeståndet i Hallands södra domsaga (Halmstads, Höks och Tönnersjö härader) från 1859 och fram till att tvåkammarsystemet infördes 1866. Därefter var han ledamot av andra kammaren fram till 1889, ledare för Gamla lantmannapartiet 1888.
Vid riksdagen 1862–1863 bildade Ifvarsson tillsammans med sin vän Nils Petersson i Runtorp, klockaren Sven Rosenberg och andra i reaktion mot de tämligen slentrianmässigt konservativa och liberala "partierna" en grupp som ses som en föregångare till Lantmannapartiet. Under 1865/66 års riksdag tillhörde Ifvarsson som ledamot av statsutskottet en av de mest inflytelserika medlemmarna av bondeståndet. 1866 blev han praktiskt taget enhälligt invald i andra kammaren från Höks härad. Redan vid riksdagens början deltog han i bildandet av en mot regeringen oppositionell grupp, som inom några månader växte ut till ett fullödigt parti.
Tillsammans med bland andra Arvid Posse och Emil Key bildade han så 1867 Lantmannapartiet. Ifvarsson var i början tämligen konservativ men gick undan för undan allt mer åt vänster. Hans parti blev också mer och mer liberalt, dock utan att släppa böndernas ekonomiska intressen ur sikte.
En lång rad av förtroendeuppdrag markerar Ifvarssons ställning som en av andra kammarens främsta män. Det var hans ord som oftast fällde utslaget vid avgöranden i kammaren. År 1880 påstås han ha blivit erbjuden en plats i den ministär som bildades av Arvid Posse, men Carl Ifvarsson lär ha svarat: "Lantmannapartiet följer greve Posse till dörren." Att träda in i konseljrummet och där ägna sig åt de många löpande regeringsärendena hade han ingen lust till. Ifvarssons stora inflytande berodde inte på någon lysande vältalighet. Han var mycket lågmäld och hans uppträdande stilla och försynt, men hans anföranden hade sin styrka i saklighet och övertygande beviskraft.
Han var ledamot av statsutskottet 1867–1889, var ledamot av särskilda utskott 1871, 1878 och 1883, bankofullmäktig 1869–1873, vice talman 1880–1884. Han var även ledamot av ett flertal kommittéer, såsom fästningsbyggnadskommittén 1867, skatteregleringskommittén 1879–1883, lantförsvarskommittén 1880–1882, den så kallade ekonomiska kommittén 1886–1887.
Efter att ståndsriksdagen avskaffats kom han att tillhöra statsutskottet från 1867 och var andra kammarens vice talman 1880–1884.
Ifvarsson var ideologiskt pragmatisk och antog ibland konservativa åsikter, ibland liberala. Han var motståndare till stora försvarssatsningar. Han var även motståndare till tullar, med undantag för dem på lantbruksprodukter.
Ifvarsson utgav till försvar för Lantmannapartiets hållning under 1871 års riksdag den anonyma broschyren Landtmannapartiet, bedömdt af tidningen Swenska medborgaren (1871). Året före sin död skriv han en kort memoarframställning, Minnesteckningar 1888. En betydande samling brev till och från Ifvarsson är deponerad i Riksarkivet.